# 鍛冶屋線
鍛冶屋線（かじやせん）は、かつて兵庫県西脇市の野村駅（現在の西脇市駅）から兵庫県多可郡中町（現在の多可町中区）の鍛冶屋駅までを結んでいた、西日本旅客鉄道（JR西日本）の鉄道路線（地方交通線）である。JR西日本の前身である日本国有鉄道（国鉄）末期に第3次特定地方交通線に指定され、1990年（平成2年）4月1日に全線が廃止された。
加古川線から分岐して西脇市の中心部を通り、田園地帯を北上して多可町の鍛冶屋駅までを結んでいた。戦後の高度経済成長期には地元の特産品である播州織や貨物の輸送で大きな役割を担った。やがてモータリゼーションの進展に伴い乗客が減少するも、市の中心部に近い野村駅 - 西脇駅間に限れば比較的利用者が多く、加古川線から分岐していた4路線（鍛冶屋線・三木線・北条線・高砂線）の中では最も輸送密度が高かった。そのため特定地方交通線第1次廃止対象線区からは除外された。しかし第3次廃止対象線区の選定では除外基準が引き上げられたため、西脇駅以北の乗客の減少や赤字を理由に第3次特定地方交通線として承認され、協議の末に1990年（平成2年）4月1日に全線廃止、バス路線へ転換された。国鉄の特定地方交通線に指定された路線の中で最後に廃止された路線の一つである。廃止後の線路跡地は自転車道として整備されたり、既存の道の拡幅やバイパス道路に使われたり、市原駅跡や鍛冶屋駅跡が鉄道記念資料館として整備されるなど、有効的な活用が図られている。

## 路線データ
- 管轄（事業種別）：西日本旅客鉄道（第一種鉄道事業者）
- 路線距離（営業キロ）：13.2 km
- 軌間：1,067 mm
- 駅数：7（起終点駅含む）
- 複線区間：なし（全線単線）
- 電化区間：なし（全線非電化）

## 運行形態
前述の理由から、ほぼ全列車とも加古川線と直通して加古川駅 - 西脇駅間、もしくは加古川駅 - 鍛冶屋駅間で運転され、加古川線の加古川駅 - 野村駅間との一体運行が主体となっていた。そのため、加古川線の野村駅 - 谷川駅間は支線的な運行体系となっていた。また、西脇駅から加古川線の野村駅 - 谷川駅間に直通する列車も設定されていた。
廃止直前時点で、加古川駅 - 鍛冶屋駅間の列車がほぼ1 - 2時間ごとに運転され、その間に加古川駅 - 西脇駅間の列車が1 - 2本運転されていた。全線の所要時間は約23分。

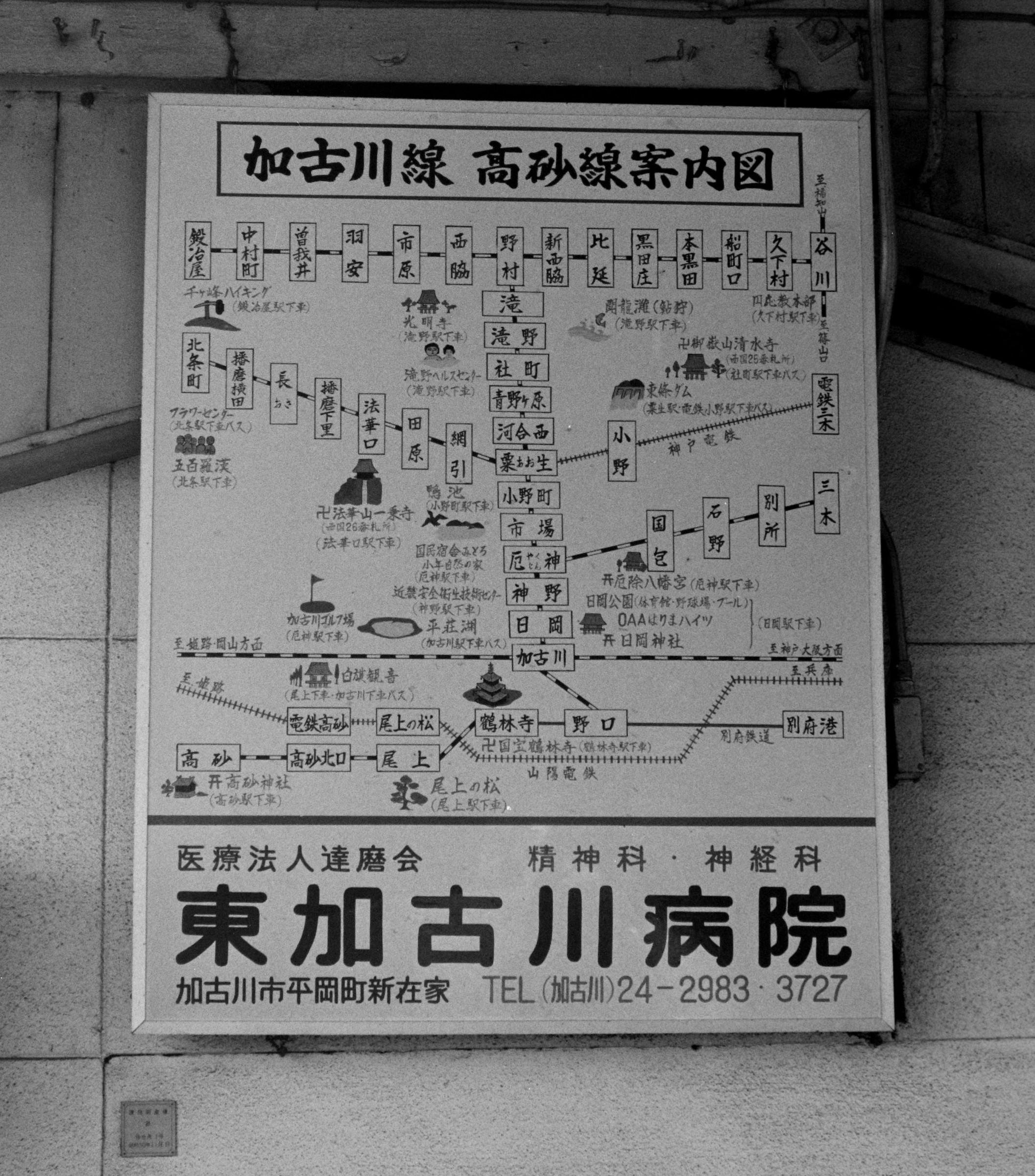
加古川駅のホーム待合室上に掲げられた沿線案内図。この時点で別府鉄道は既に廃止されていた（1984年5月）

## 歴史
明治20年代後半から、繰り返しこの地域では鉄道建設の構想があったが、実現していなかった。1910年（明治43年）11月になり、加東郡河合村（現在の小野市）の斯波与七郎が中心となって出願した軽便鉄道の計画が認可を受けて、1911年（明治44年）5月播州鉄道株式会社が設立された。
播州鉄道は順次現在の加古川線にあたる路線の建設を進め、1913年（大正2年）に西脇駅まで開業した。その後の建設工事は遅れていたが、当時の播州鉄道の大株主で、地域の大地主でもあった藤井滋吉が私財を投げ打って建設工事を進めさせた。このため、西脇駅 - 市原駅間の約3.2 kmだけがその先の区間より2年先に開業している。これを目にしたほかの地区の住民も慌てて土地の提供や資金の拠出に乗り出し、残りの鍛冶屋までの線路も1923年（大正12年）5月6日に開業を迎えることになった。
この先路線は多可郡加美町（現在の多可町加美区）まで延伸される計画であったが、第一次大戦後の不況で経営が悪化し、延伸計画は断念された。播州鉄道の路線は播丹鉄道に承継され、福知山線に接続する野村駅 - 谷川駅間も同社の手によって開業された。この区間の開業により、鍛冶屋線の区間は加古川線の支線となった。
鍛冶屋では金比羅大祭という祭りが毎年開催されており、この祭りの時期に合わせて臨時列車が増発され、最盛期の1938年（昭和13年）には30分おきに列車が運行されていた記録があるという。貨物輸送も、それまで馬車で運ばれていた原糸が鉄道輸送に切り替えられ、鍛冶屋の地場産業である播州織を支えていた。また加美町から出荷される杉、檜も昭和10年代には年間4万トンほどが鍛冶屋駅から発送されていた。酒造り用の米である山田錦の発送も行われ、中村町駅や鍛冶屋駅にはそのための引き込み線も用意されていた。
第二次大戦中に戦時買収され、野村駅 - 鍛冶屋駅間が国鉄鍛冶屋線となった。
昭和40年代頃からモータリゼーションの進展と、地場産業の変化に伴い旅客・貨物輸送量共に落ち込み始めた。昭和52年度 - 54年度の輸送密度は2039人/日だったのが56年度1600人/日、59年度1400人/日と落ち込み、営業係数は1026となっていた。
沿線では、存続運動の拠点としてミニ独立国「カナソ・ハイニノ国」の建設が1984年（昭和59年）11月に宣言された。国名は鍛冶屋側から駅名の頭文字を順に並べたものである。様々な利用促進イベントを実施して注目を集めたが、廃線を止めることはできなかった。
1986年（昭和61年）に特定地方交通線第3次廃止対象線区として申請され翌年承認。1987年（昭和62年）4月にJR西日本に承継された。同年6月、専門委員会が設置されて第三セクターへの転換、バス転換、野村駅 - 西脇駅間のみの存続などが検討された。当初は第三セクター化が有力視されていたが、先に第三セクター化された北条鉄道・三木鉄道がいずれも転換当初から経営難に直面したため兵庫県が支援に難色を示し、その結果1988年（昭和63年）12月に全線廃止・バス転換に決定され、1990年（平成2年）4月に廃止された。同日に廃止・転換された宮津線・大社線と共に特定地方交通線では最後までJR運営で残った路線であり、各線の廃止・転換をもって特定地方交通線全線の転換が終了した。

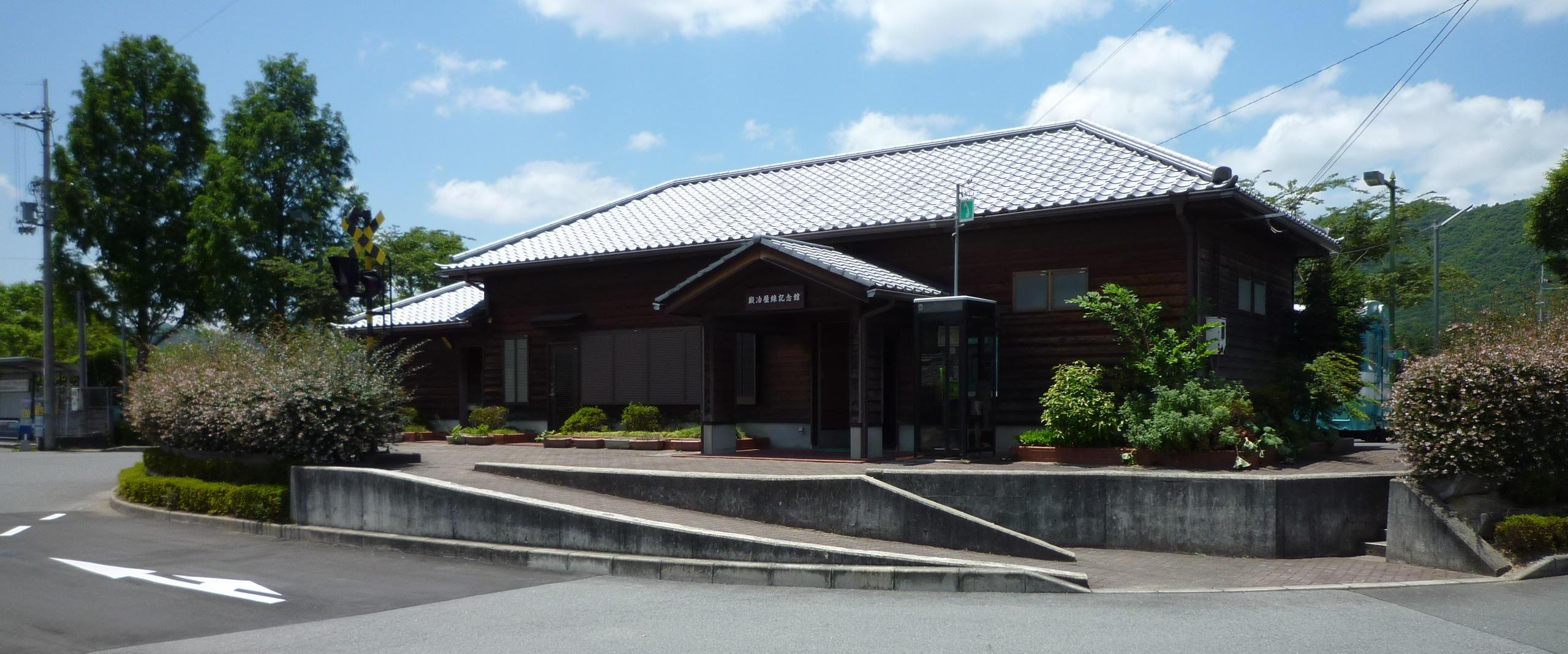
記念館となった旧鍛冶屋駅舎
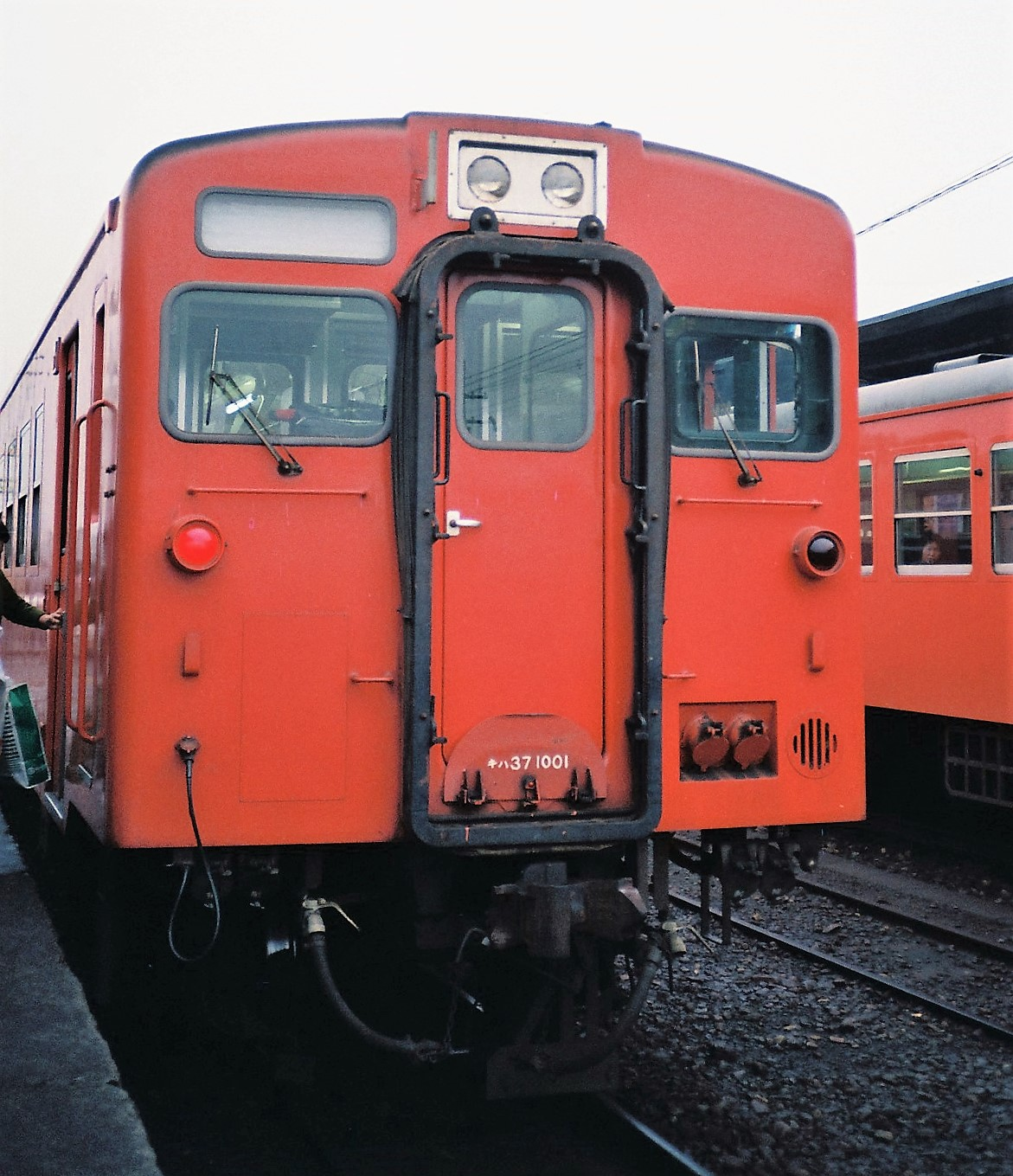
西脇駅2番線に停車するキハ37（1986年12月）
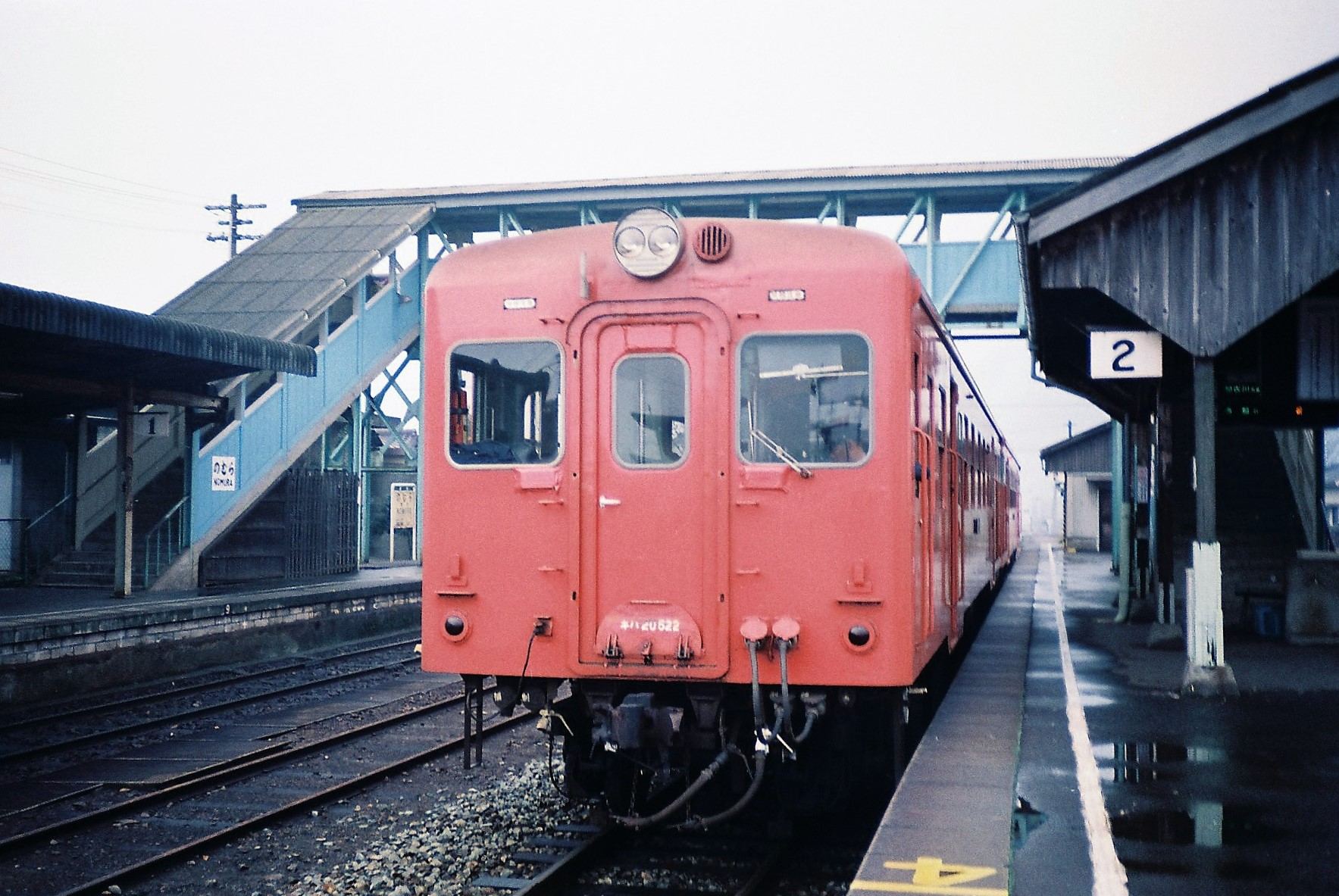
野村駅（現：西脇市駅）に停車中の鍛冶屋線キハ20（1986年12月）
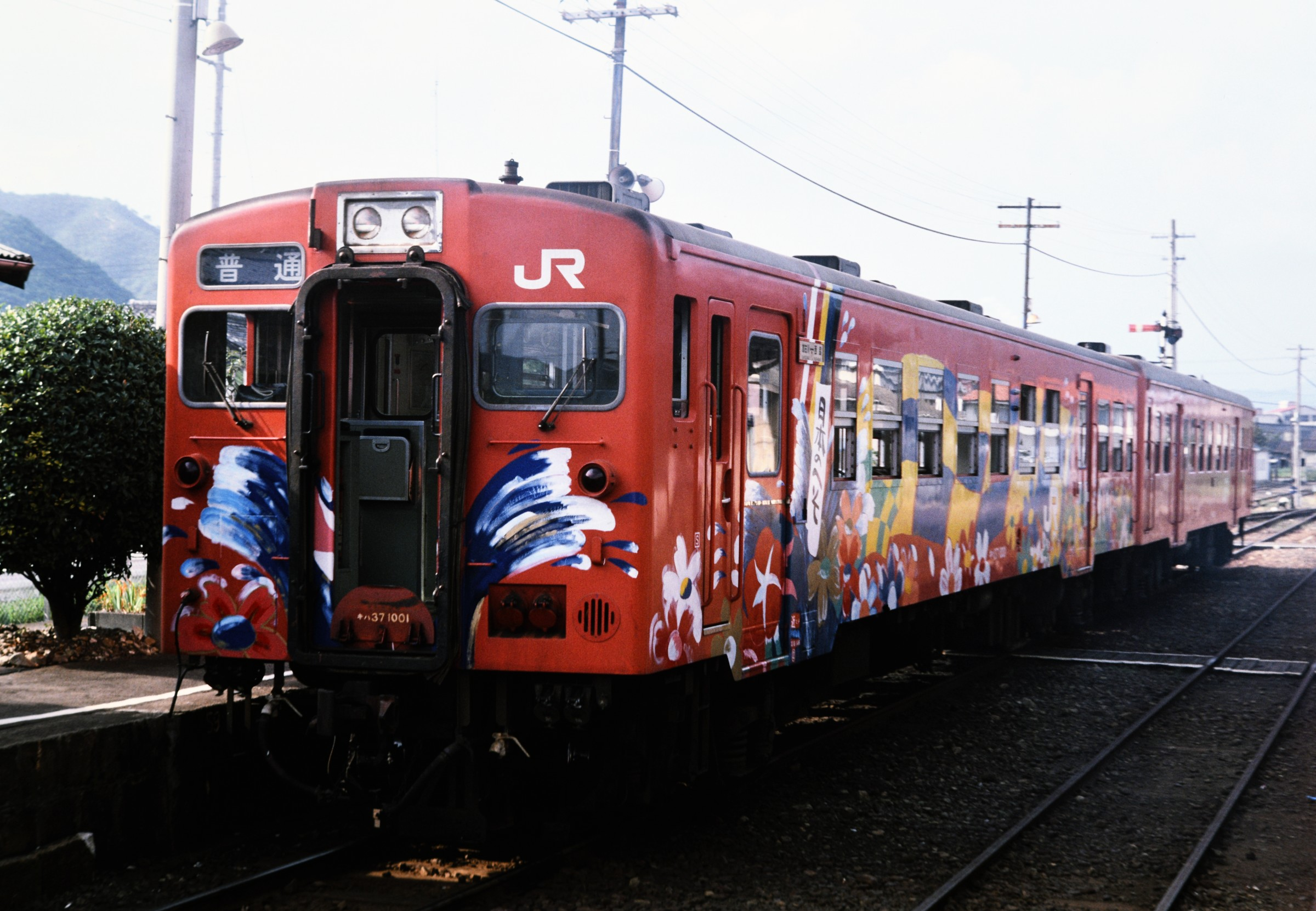
西脇駅に留置中のラッピングされたキハ37 1001とキハ20（1987年9月）

### 年表
- 1913年（大正2年）
  - 8月10日：播州鉄道が国包駅（現在の厄神駅） - 西脇駅を延伸開業。西脇駅が開業。
  - 10月22日：野村駅（現在の西脇市駅）が開業。野村駅 - 西脇駅間は1.0 M（≒1.61 km）。
- 1914年（大正3年）9月25日：野村駅 - 西脇駅間で改マイルが実施され、0.1 M（≒0.16 km）短縮。
- 1916年（大正5年）8月17日：野村駅 - 西脇駅間で改マイルが実施され、0.1 M延長。
- 1921年（大正10年）5月9日：西脇駅 - 市原駅間（2.0 M≒3.22 km）が延伸開業。市原駅が開業。
- 1923年（大正12年）
  - 5月6日：市原駅 - 鍛冶屋駅間（5.1 M≒8.21 km）が延伸開業。羽安停留場・播鉄中村駅・鍛冶屋駅が開業。
  - 12月21日：播丹鉄道に譲渡。
- 1924年（大正13年）12月27日：野村駅 - 谷川駅間の延伸開業に伴い、野村駅 - 鍛冶屋駅間は支線となる。
- 1930年（昭和5年）4月1日：営業距離の表記がマイルからメートルに変更（8.1 M→13.1 km）。
- 1943年（昭和18年）6月1日：播丹鉄道が国有化され、野村駅 - 鍛冶屋駅間が鍛冶屋線となる[5]。播鉄中村駅が中村町駅に改称。羽安停留場が駅に変更。全線キロ修正で0.1 km延長。
- 1958年（昭和33年）11月1日：加古川線管理所が設置される[6]。
- 1961年（昭和36年）
  - 10月1日：曽我井仮乗降場が開業。
  - 12月20日：曽我井仮乗降場が駅に変更。
- 1970年（昭和45年）4月1日：加古川線管理所が廃止される[6]。
- 1974年（昭和49年）10月1日：貨物営業が廃止。
- 1987年（昭和62年）
  - 2月3日：第3次特定地方交通線として廃止承認。
  - 4月1日：国鉄分割民営化により、西日本旅客鉄道に承継。
- 1988年（昭和63年）12月：全線廃止・バス転換が専門委員会によって決定[2]。
- 1990年（平成2年）4月1日：野村駅 - 鍛冶屋駅間の全線が廃止[1]。野村駅が西脇市駅に改称[7]。

## 駅一覧
駅名・所在地は廃止直前時点のもの。全駅兵庫県に所在。中町は2005年に多可町となった。野村駅は鍛冶屋線が廃止された1990年4月1日に西脇市駅と改称した。
- 線路（全線単線） … ◇：列車交換可能、｜：列車交換不可

| 駅名     | 駅間キロ | 営業キロ | 接続路線                 | 線路 | 所在地     |
| -------- | -------- | -------- | ------------------------ | ---- | ---------- |
| 野村駅   | -        | 0.0      | 西日本旅客鉄道：加古川線 | ◇    | 西脇市     |
| 西脇駅   | 1.6      | 1.6      |                          | ◇    | 西脇市     |
| 市原駅   | 3.1      | 4.7      |                          | ｜   | 西脇市     |
| 羽安駅   | 2.3      | 7.0      |                          | ｜   | 西脇市     |
| 曽我井駅 | 1.8      | 8.8      |                          | ｜   | 多可郡中町 |
| 中村町駅 | 2.1      | 10.9     |                          | ｜   | 多可郡中町 |
| 鍛冶屋駅 | 2.3      | 13.2     |                          | ｜   | 多可郡中町 |

## 代替バス
ウイング神姫（旧神姫グリーンバス）の西脇 - 鍛冶屋 - 加美区方面の路線が代替バス路線として位置づけられているが、この路線は西脇市中心部を迂回するため、鍛冶屋線の廃線跡を忠実にトレースしているわけではない。またこのほか、のぎくバス（多可町コミュニティバス）のうち直行路線が鍛冶屋線廃線跡に近いルートを運行する（全便土休日運休）。

## 廃線跡の状況
野村-西脇間は自転車及び歩行者専用の遊歩道「やすらぎの道」として整備されている。
西脇駅跡から先は2車線の車道となり、市原駅跡まで続いている。市原駅跡を通り過ぎると、そのすぐ後の交差点からバイパス道路「日野北バイパス」が続いている。かつてはここは自転車と歩行専用の「星の遊歩道」が通っていたが、自動車の走行も可能となるよう2015年（平成27年）より拡張工事が行われ、2019年（令和元年）11月16日に「日野北バイパス」として開通した。グリーンベルトと歩道が整備されているので、サイクリングや散策を行うことも可能である。
羽安駅跡を過ぎると再び車道区間となる。この車道区間の道中に曽我井駅跡と中村町駅跡がある。中町の市民会館「ベルディーホール」を通り過ぎると、そこから終点・鍛冶屋駅跡までは自転車道「ぽっぽの道」が整備されている。「ぽっぽの道」は歩行者と自転車のすれ違いの安全性向上のため、2018年（平成30年）度から2020年（令和2年）度にかけて拡張工事が行われ、2020年3月1日に完成した。

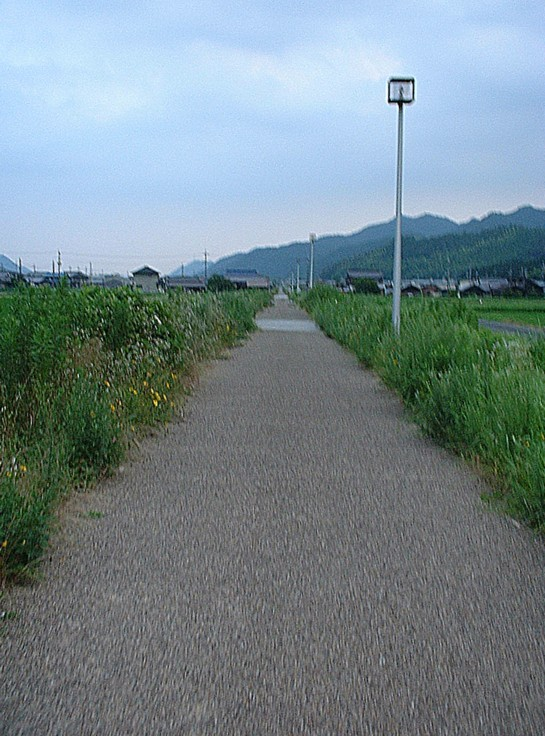
廃線跡の自転車道「星の遊歩道」（市原-羽安間、日野北バイパス整備前）
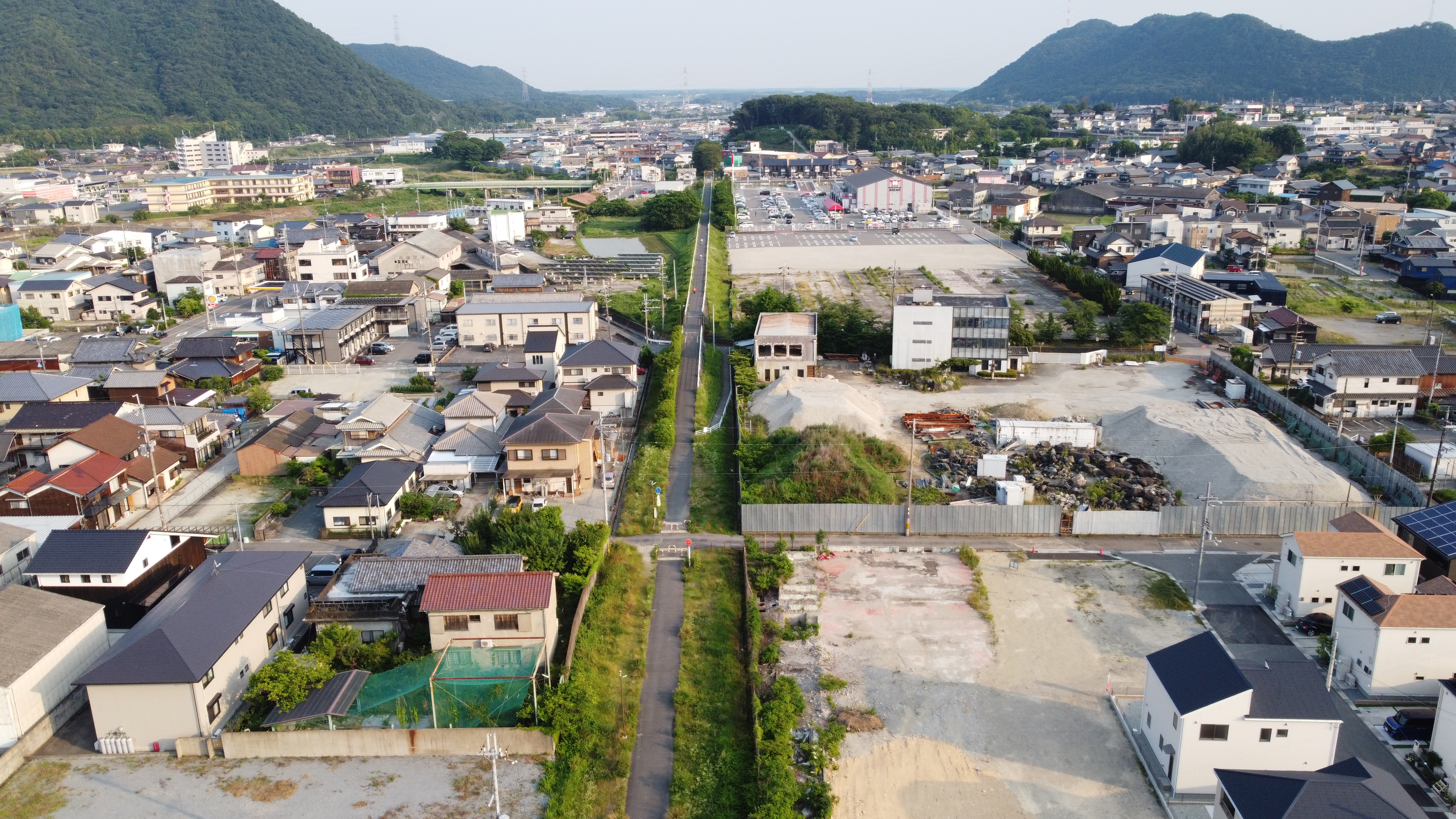
空撮で見る鍛冶屋線跡野村駅-西脇駅「やすらぎの道」。北寄りから見る
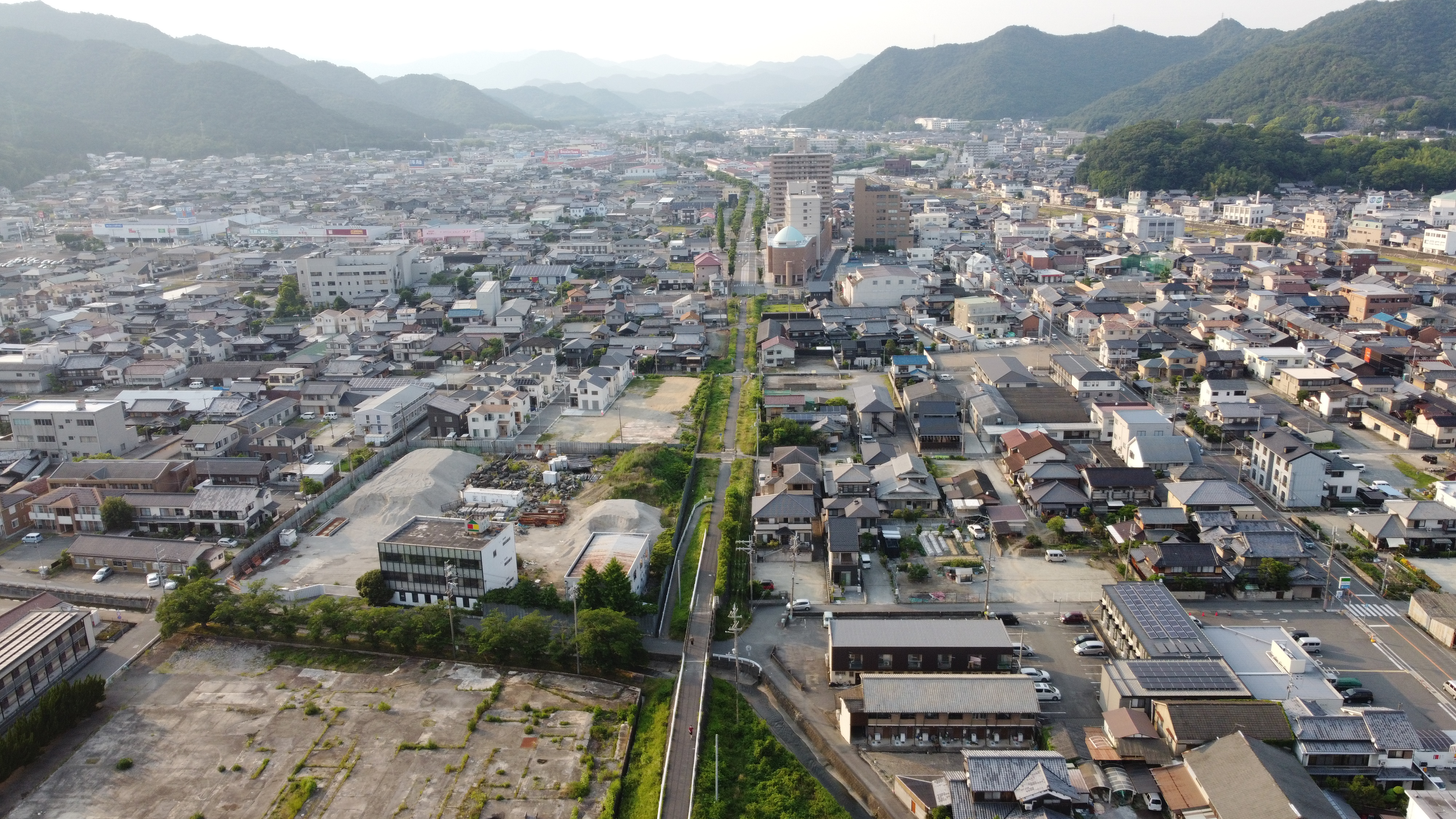
野村-西脇間「やすらぎの道」を南寄りから見る。西脇ロイヤルホテル（奥の茶色の建物）付近に西脇駅があった
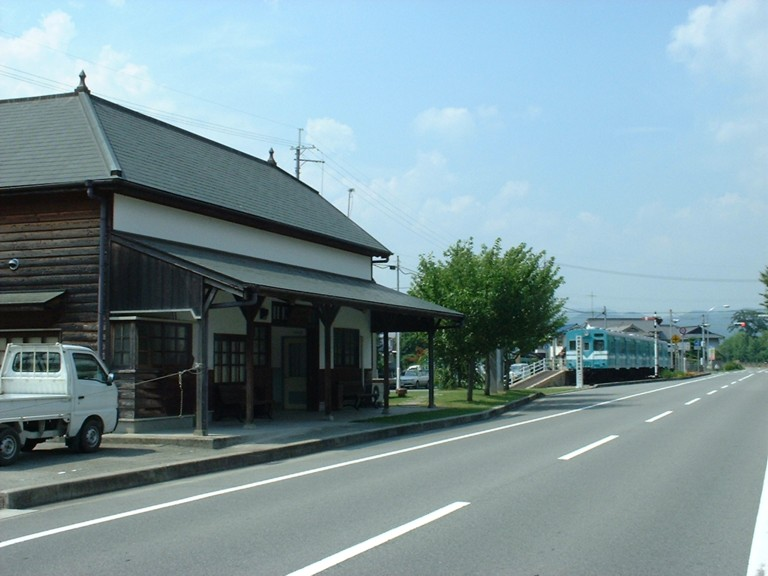
市原駅復元駅舎と静態保存されたキハ30

## その他
- 当線全体の一日における最終列車は下り鍛冶屋行きであり、終着後は滞泊せず西脇駅へ回送されていたが、営業最終日の当該上り回送列車は、名残を惜しむ旅客に便宜が図られ、回送列車の終着である西脇駅までの便乗が認められた。
- 2020年に廃止から30年となるのを記念して、2019年から2020年にかけて「JR鍛冶屋線廃線30年メモリアルリレーイベント」が行われた[12][13]。まず、2019年に多可町の文化会館であるベルディーホールでは、往時の鍛冶屋線を描いた創作劇「カラフル・ワールド―七色の線路」が上演された[12][14]。また、同年11月4日には廃線跡を歩く「鍛冶屋線メモリアルウォーキング」と、羽安駅跡の「星の遊歩道」に建設された日野北バイパスの開通プレイベントが行われ、羽安駅跡では前述の創作劇などのイベントが行われた[12][15]。
- 西脇駅近くに位置していた玩具店「てんぷる」が2019年5月末に閉店するのに伴い、同年5月26日に鍛冶屋線をプラレールで復活させる（再現する）イベントが行われた[16]。